# Seznam izraelskih generalov
Seznam izraelskih generalov.

## A
Abraham Adan - 
Jigal Alon - 
Meir Amit -

## B
Tomer Bar - Ehud Barak -
Čaim Bar-Lev - 

## C
Moše Carmel - 

## D
Moše Dajan - 

## E
Efi Eitam - Gadi Eizenkot - 
Rafael Eitan - 
David Elazar -

## H
Daniel Hagari (admiral) - Herci Halevi - Čaim Herzog - 

## L
Dan Laner -
Amnon Lipkin-Šahak - 

## M
David Marcus (prvi general izraelskih oboroženih sil) -
Šauf Mofaz - Jicak Mordechai/Mordečaj?- Uzi Moscovici

## N
Zij Narkis - 

## P
Moše Peled -

## R
Jicak Rabin - 

## S
Efraim Sneh -

## Š
Ariel Šaron - 

## V
Matan Vilnai - 

## Y
Moše Ya'alon - 
Aaron Yariv - 

## Z
Ejal Zamir - Aharon Ze'evi -
Rehavam Zeevi - 
Mordechai Zipori -